# Trondheimsfjorden

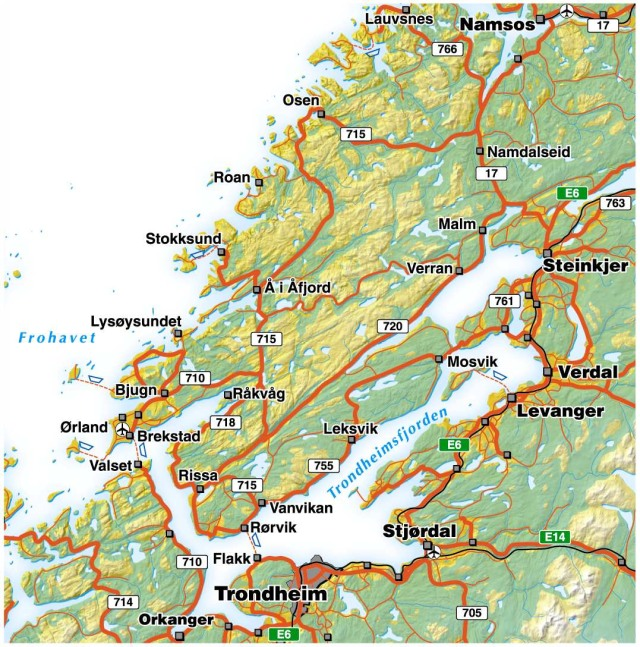
Karta över Trondheimsfjorden

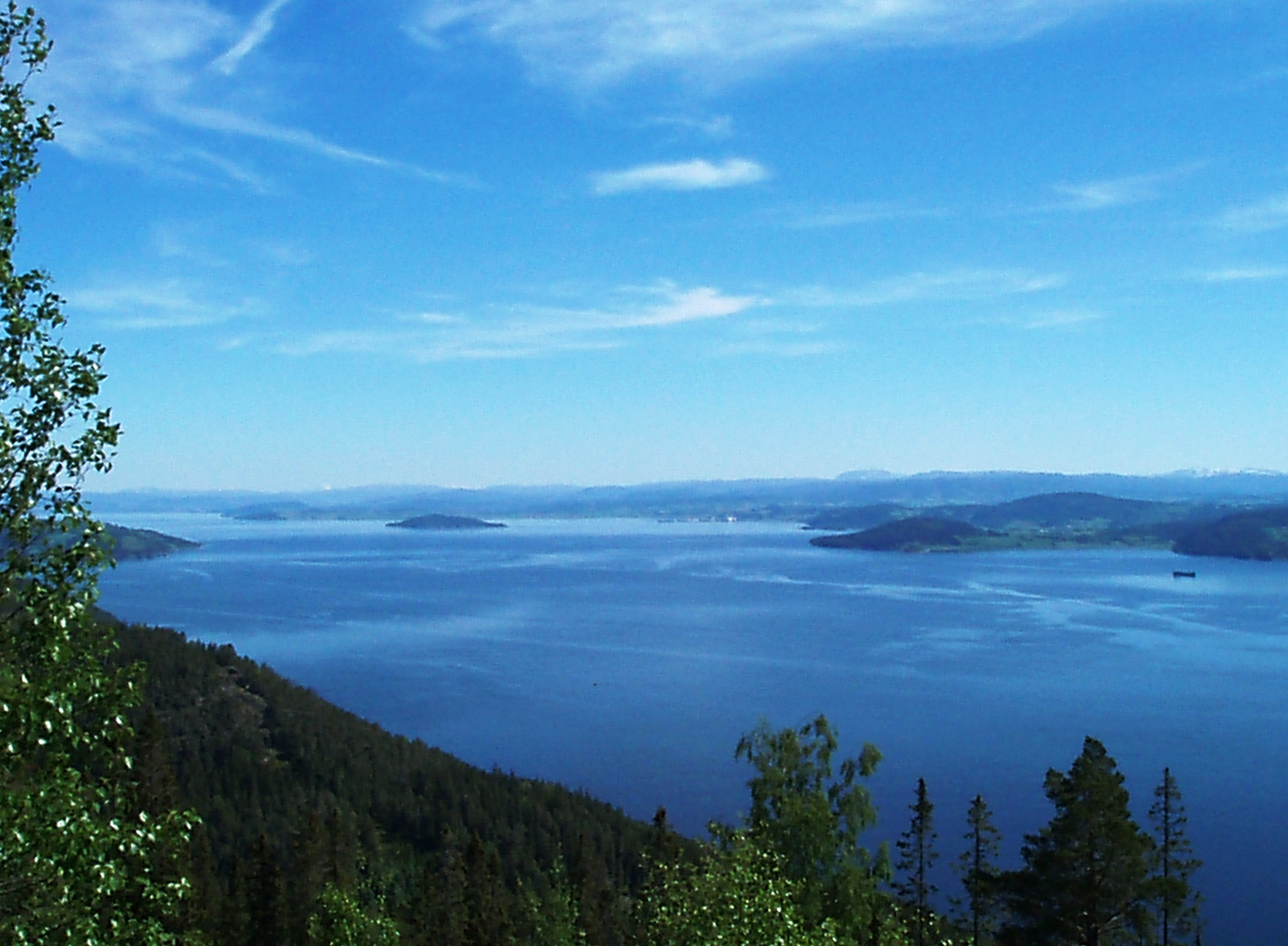
Trondheimsfjorden sedd mot nordöst, från en utsiktspunkt i Mosvik.

Trondheimsfjorden är med sina 130 kilometer den tredje längsta fjorden i Norge. Fjorden ligger i Trøndelag fylke och sträcker sig från Ørland, sydost mot Trondheim, och därifrån mot nordost till Steinkjer. Djupaste punkten är 617 meter vid Agdenes. Trondheimsfjorden har ett rikt djurliv med minst 90 olika fiskarter observerade. 
Fjorden var länge den viktigaste kommunikationsleden i regionen. I takt med att vägnätet förbättrats i Norge så har betydelsen avtagit.  

## Sido- och delfjordar
Ordningsföljden i nedanstående uppräkning är från kusten och inåt landet. I Trondheimsfjorden finns från Leksvik följande:  
- Inlopp
- Trondheimsleden
- Kråkvågfjorden
- Ytre Trondheimsfjord
- Stjørnfjorden
- Nordfjorden
- Sørfjorden
- Korsfjorden
- Orkdalsfjorden
- Gaulosen
- Flakkfjorden
- Strindfjorden
- Stjørdalsfjorden
- Åsenfjorden
- Fættenfjorden
- Nordviksundet
- Borgenfjorden
- Skarnsundet
- Beitstadfjorden
- Verrasundet
- Verrabotn
- Steinkjerfjorden
- Beitstadsundet
- Hjellebotn